# Bactrocera decumana
Bactrocera decumana
 es una especie de díptero que Drew describió por primera vez en 1972. Bactrocera decumana pertenece al género Bactrocera de la familia Tephritidae. 